# Zbigniew Lubicz-Miszewski
Zbigniew Lubicz-Miszewski (ur. 14 kwietnia 1945 we Lwowie) – polski artysta plastyk, grafik, twórca ekslibrisów, ilustrator książek, członek wrocławskiej grupy grafików „Rys”. Syn Mieczysława Miszewskiego (1912-1973) – farmaceuty, poety, plastyka i społecznika. Od 1947 roku mieszka w Trzebnicy k. Wrocławia.

## Nauka i praca
W 1964 otrzymał świadectwo maturalne w Liceum Ogólnokształcącym w Trzebnicy. Jest absolwentem Wydziału Malarstwa i Grafiki Państwowej Wyższej Szkoły Sztuk Plastycznych we Wrocławiu (1969), którą ukończył z wyróżnieniem. Kształcił się pod kierunkiem prof. Stanisława Dawskiego, prof. Zbigniewa Karpińskiego i prof. Alfonsa Mazurkiewicza. Po studiach zaczął uprawiać grafikę artystyczną i użytkową. W latach 1969–1971 był plastykiem w Trzebnickim Ośrodku Kultury, później w latach 1971–1973 konserwatorem zabytków przy Panoramie Racławickiej we Wrocławiu, plastykiem w Domu Związków Twórczych (Wrocław), w latach 1972–1991 dekoratorem w PSS „Społem” o/Północ (Wrocław), a w latach 1991–2014 prowadził agencję reklamową „Lumix”. Od 1992 jest kustoszem Muzeum Regionalnego w Trzebnicy, a od 1997 roku Prezesem Towarzystwa Miłośników Ziemi Trzebnickiej. Odznaczony Złotym Krzyżem Zasługi.

## Osiągnięcia twórcze
Wykonał ok. 300 ekslibrisów. Członek Wrocławskiej Grupy Grafików „RYS”, Wrocławskiego Towarzystwa Przyjaciół Sztuk Pięknych. W 1993 ukazał się jego album grafik (w większości ekslibrisów) pt. „Duchem skrzydła Ojczyzny rozwinę” z towarzyszącymi im tekstami Juliusza Słowackiego, w wyborze Leopolda Wróblewskiego, a w 1994 ukazały się jego „Ekslibrisy Trzebnickie”, dopełnione wierszami o Trzebnicy, z których dwa są jego autorstwa. Jest współorganizatorem wystaw organizowanych w ramach Tygodnia Kultury Chrześcijańskiej: „Kręgi” (1993), „Kult św. Jadwigi” (1993), „Kalejdoskop Art” (1994), „Papież Pielgrzym” (1995), „Ks. Dziekan Wawrzyniec Bochenek – dokumenty i fotografie” (1996), „Święta Jadwiga – życie i kult.” (1997), „Kult św. Jadwigi – Kościoły pod wezwaniem św. Jadwigi na świecie” (2000), „Książę Henryk Brodaty w dokumentach – 800-lecie rozpoczęcia rządów” (2001), „800. rocznica klasztoru cysterek w Trzebnicy” – oryginalne dokumenty związane z fundacją klasztoru – (2002), „Dwudziestopięciolecie pontyfikatu Jana Pawła II – 1978 – 2003”– 2003, „780-lecie nadania praw miejskich Trzebnicy na prawie polskim przez księcia Henryka Brodatego (1 maja 1224)” – Trzebnica: dokumenty – fotografie – 2004, „Bulle papieskie, dokumenty Kurii Rzymskiej dotyczące Śląska” – 2005, „Skarby Ziemi Trzebnickiej” – grafiki, ekslibrisy – Zbigniewa Lubicz – Miszewskiego i medale, płaskorzeźby, statuetki, malarstwo – Lucyny Lubicz – Miszewskiej – 2006 i rzeźbę sakralną znakomitego rzeźbiarza z Trzebnicy – Krzysztofa Lewczaka. Również w 2006 zrealizował dwie wystawy – w Muzeum Regionalnym w Trzebnicy – prezentował „Skarby Ziemi Trzebnickiej” – z okazji 300-lecia śmierci M.L.Ł. Willmanna – wystawę zdjęć 22 obrazów z bazyliki, pokazał Tumbę grobową feldmarszałka hrabiego Melchiora von Hatzfeldta (zdjęcia), Małe Muzeum Ludowe u Kowalskich w Marcinowie (zdjęcia) oraz publikacje TMZT – Brzaski, monografia Trzebnicy, tomiki wierszy, mapy i plany, przewodniki. W Trzebnickim Zespole Kultury – w 2006 r. zorganizował wystawę „Skarby Ziemi Trzebnickiej” – „120 lat kolejki normalnotorowej”, „Ziemia Trzebnicka w malarstwie rysunku, grafice, fotografii i wierszach”.
Ekslibrisy wykonywał w technice linorytu i cynkotypii. Od kilkunastu lat nie tworzy już znaków książkowych. Zainteresował się ekslibrisem pod wpływem Janusza Halickiego.

## Udział w wystawach ekslibrisu i grafiki
- 1971 – III Triennale Rysunku, Wrocław.
- 1972 – Wystawa grafiki okręgu wrocławskiego, Wrocław.
- 1973 – Wystawa Grafiki Galeria MDM, Warszawa.
- 1973 – Wystawa Młodych, Wrocław.
- 1976 – Grafika wrocławska, Warszawa.
- 1979 – Wystawa rysunku (indywidualna) Galeria Jatki, Wrocław.
- 1980 – Ekslibris Wrocławski, Wrocław.
- 1980 – Wystawa grafiki wrocławskiej, Wrocław.
- 1981 – Wystawa rysunku i ekslibrisów (indywidualna), Trzebnica.
- 1982 – XIX International Ex Libris Congress, Oxford.
- 1983 – Esito Congresso Per un Ex Libris Del Cenrenario Di Pinocchio 1883 – 1983.
- 1983 – Dar dla Papieża (wystawa), Wrocław.
- 1983 – L’abre Dans L’exlibris, Nancy.
- 1983 – Interexlibris '83 Internationale Exlibrisudstilling i Fredrikshavn.
- 1984 – Biennale Ekslibrisu Współczesnego, Malbork.
- 1984 – XX Międzynarodowy Kongres Ekslibrisu, Weimar.
- 1984 – Ekslibrisy (wystawa indywidualna), Wrocław.
- 1985 – Okręgowa wystawa Plastyki, Wrocław.
- 1986 – XI Biennale Ekslibrisu Współczesnego, Malbork.
- 1986 – Interexlibris, Frederikshavn.
- 1986/7 – Dürer im Exlibris, Frederikshavn.
- 1988 – Ręka i Narzędzie, Francja.
- 1988 – Wystawa miniatur, Toronto.
- 1988 – Okręgowa Wystawa Plastyki, Wrocław.
- 1988 – Motyw religijny w ekslibrisie polskim Muzeum Archidiecezjalne, Wrocław.
- 1989 – Wystawa indywidualna Muzeum Archidiecezjalne, Wrocław.
- 1990 – „Dedykacje”. Medale i Plakiety, Lucyna Lubicz – Miszewska, Grafika, Zbigniew Lubicz – Miszewski, Wrocław
- 1992 – Wystawa malarstwa kosmicznego, Wrocław.
- 1993 – „Kręgi”, Trzebnica.
- 1994 – „Kalejdoskop – Art.”, Trzebnica.
- 1994 – „Droga do niepodległości”, Poznań.
- 1997 – Motywy sakralne w ekslibrisie, Trzebnica.
- 1998 – Grafika i poezja. Grafiki, ilustracje, ekslibrisy, druki okolicznościowe.